# 50 Years
50 Years er et opsamlingsalbum med The Dubliners udgivet d. 19. november 2012. Albummet nåede #10 på den irske albumhitliste, og fik guldcertificering i december 2012 fra IRMA. Albummet godt modtaget i både USA, Storbritannien og i resten af Europa. Det indeholde sange med alle medlemmerne af bandet og består af tre CD'er.

## Spor
Disc 1
1. "Seven Drunken Nights"
2. "Carrickfergus"
3. "The Spanish Lady"
4. "The Marino Waltz"
5. "Joe Hill"
6. "Fiddler's Green"
7. "Weile Waile"
8. "The Honeysuckle" / "The Golden Eagle"
9. "Raglan Road"
10. "Dirty Old Town"
11. "The Ferryman"
12. "Cill Chais"
13. "Lord Inchiquin"
14. "Scorn Not His Simplicity"
15. "Grace"
16. "The Auld Triangle"

Disc 2
1. "The Irish Rover"
2. "Free the People"
3. "Lord of the Dance"
4. "The Rose of Allendale"
5. "Farewell to Ireland"
6. "The Ragman's Ball"
7. "The Dublin Minstrel"
8. "Preab San Ol"
9. "Three Score and Ten"
10. "Dicey Reilly"
11. "Don't Get Married Girls"
12. "Song For Ireland"
13. "Cooley's Reel" / "The Dawn" / "The Mullingar Races"
14. "The Zoological Gardens"
15. "Cavan Girl"
16. "Springhill Mining Disaster"
17. "Molly Malone"

Disc 3
1. "Finnegan's Wake"
2. "The Black Velvet Band"
3. "Paddy On the Railway"
4. "The Showman's Fancy" / "The Wonder Hornpipe" / "The Swallow's Tail"
5. "The Sick Note"
6. "The Kerry Recruit"
7. "The Lark in the Morning"
8. "The Town I Loved So Well"
9. "The Mason's Apron"
10. "McAlpine's Fusiliers"
11. "Mrs McGrath"
12. "The Fields of Athenry"
13. "I Wish I Had Someone To Love Me"
14. "The Scholar" / "The Teetotaller" / "The High Reel"
15. "Whiskey in the Jar"
16. "The Wild Rover"
17. "Monto"